# 鶴田藩
鶴田藩（たずたはん）は、幕末から明治初頭まで存在した藩。藩庁として美作国久米北条郡里公文村（現在の津山市里公文）・桑下村（現在の津山市桑下）に鶴田陣屋が築かれた。

## 藩史
慶応2年（1866年）、幕長戦争（第二次長州征伐）において長州軍の侵攻を受けた浜田藩は浜田城を自焼し、藩主松平武聰は松江城に逃れた。浜田藩士は松江城下で失地回復の構えを取る一方、藩士の家族は美作国に飛び地領約8000石余への避難を開始し、領内各村に分宿した。
慶応2年（1866年）に将軍徳川家茂が死去し、戦争は終結することになったが、浜田は長州藩の占領下に置かれて帰還できなかった。幕府の指示もあり、藩は美作国の飛び地領約8000石余に移ることとし、800余名の藩士やその家族が結集した。武聰は里公文村の大庄屋福山元太郎宅に身を寄せて本陣とし、藩の政庁は仮役所が公文・鶴田（現在の岡山市北区建部町鶴田）・大戸に置かれた。幕府は浜田に復帰するまでとして蔵米2万石を支給していたが、慶応3年（1867年）に、美作国内に所領2万石が与えられ、従来の所領8000石と合わせて計2万8千石で立藩した。
慶応4年（1868）の鳥羽・伏見の戦いでは幕府軍に属して戦った。戦後、家老尾関当遵（隼人）が責任を負って京都の本圀寺で切腹し、藩は新政府より存続を許された。慶応4年（1868年）には朝廷から2万石が加増された。明治2年（1869年）に明治政府が支給した蔵米2万4000石余と合わせ、旧浜田藩の知行高である6万1千石を回復した。
藩政において、浜田時代の藩校道学館を再興している。しかし新領地を抱えたこともあって内政は多難であり、明治元年（1868年）から翌2年（1869年）にかけ、庄屋の不正追及に端を発して年貢減免を求める大規模な農民一揆が鶴田藩領および隣接する龍野藩領で発生した（鶴田騒動）。
明治4年（1871年）、桑下村に藩主邸宅として鶴田陣屋「西御殿」が築かれ、藩主が移転した。政庁として「東御殿」の建設も計画されていたが、同年7月に廃藩置県が行われたことにより中止された。最終的に日本全国で鶴田藩のみが五箇条の御誓文の奉答書に藩主またはその代理の署名が行われないままの廃藩であった（事情については、松平武聰を参照のこと）。
鶴田藩は鶴田県になり、鶴田県は同年11月に第1次府県統合によって北条県に再編され消滅した。
西御殿に藩主が滞在したのは2か月あまりであった。明治23年（1890年）、西御殿跡に「殉難碑」が除幕された。